# Pouzolles
Ne pas confondre avec la ville italienne de Pouzzoles
Pouzolles (en occitan Posòlas) est une commune française située dans le sud du département de l'Hérault, en région Occitanie.
Exposée à un climat méditerranéen, elle est drainée par la Thongue, la Lène et par divers autres petits cours d'eau.
Pouzolles est une commune rurale qui compte 1 214 habitants en 2022. Elle fait partie de l'aire d'attraction de Béziers. Ses habitants sont appelés les Pouzollais et Pouzollaises.

## Milieux naturels et biodiversité
Aucun espace naturel présentant un intérêt patrimonial n'est recensé sur la commune dans l'inventaire national du patrimoine naturel,,.

## Climat
Le climat qui caractérise la commune est qualifié, en 2010, de « climat méditerranéen franc », selon la typologie des climats de la France qui compte alors huit grands types de climats en métropole. En 2020, la commune ressort du type « climat méditerranéen » dans la classification établie par Météo-France, qui ne compte désormais, en première approche, que cinq grands types de climats en métropole. Pour ce type de climat, les hivers sont doux et les étés chauds, avec un ensoleillement important et des vents violents fréquents.
Les paramètres climatiques qui ont permis d’établir la typologie de 2010 comportent six variables pour les températures et huit pour les précipitations, dont les valeurs correspondent à la normale 1971-2000. Les sept principales variables caractérisant la commune sont présentées dans l'encadré suivant.
| Paramètres climatiques communaux sur la période 1971-2000 - Moyenne annuelle de température : 14,4 °C - Nombre de jours avec une température inférieure à −5 °C : 2,1 j - Nombre de jours avec une température supérieure à 30 °C : 15,2 j - Amplitude thermique annuelle : 16 °C - Cumuls annuels de précipitation : 639 mm - Nombre de jours de précipitation en janvier : 6,2 j - Nombre de jours de précipitation en juillet : 2,3 j |

Avec le changement climatique, ces variables ont évolué. Une étude réalisée en 2014 par la Direction générale de l'Énergie et du Climat complétée par des études régionales prévoit en effet que la  température moyenne devrait croître et la pluviométrie moyenne baisser, avec toutefois de fortes variations régionales. Ces changements peuvent être constatés sur la station météorologique de Météo-France la plus proche, « Servian », sur la commune de Servian, mise en service en 1980 et qui se trouve à 6 km à vol d'oiseau,, où la température moyenne annuelle est de 15,1 °C et la hauteur de précipitations de 665,4 mm pour la période 1981-2010.
Sur la station météorologique historique la plus proche, « Sete », sur la commune de Sète, mise en service en 1949 et à 35 km, la température moyenne annuelle évolue de 15 °C pour la période 1971-2000, à 15,4 °C pour 1981-2010, puis à 15,8 °C pour 1991-2020.

### Climat
Pour des articles plus généraux, voir Climat de l'Occitanie et Climat de l'Hérault.
En 2010, le climat de la commune est de type climat méditerranéen franc, selon une étude s'appuyant sur une série de données couvrant la période 1971-2000. En 2020, Météo-France publie une typologie des climats de la France métropolitaine dans laquelle la commune est exposée à un climat méditerranéen et est dans la région climatique  Provence, Languedoc-Roussillon, caractérisée par une pluviométrie faible en été, un très bon ensoleillement (2 600 h/an), un été chaud (21,5 °C), un air très sec en été, sec en toutes saisons, des vents forts (fréquence de 40 à 50 % de vents > 5 m/s) et peu de brouillards.
Pour la période 1971-2000, la température annuelle moyenne est de 14,4 °C, avec une amplitude thermique annuelle de 16 °C. Le cumul annuel moyen de précipitations est de 639 mm, avec 6,2 jours de précipitations en janvier et 2,3 jours en juillet. Pour la période 1991-2020, la température moyenne annuelle observée sur la station météorologique la plus proche, située sur la commune de Roujan à 3 km à vol d'oiseau, est de 14,7 °C et le cumul annuel moyen de précipitations est de 577,8 mm,. Pour l'avenir, les paramètres climatiques de la commune estimés pour 2050 selon différents scénarios d'émission de gaz à effet de serre sont consultables sur un site dédié publié par Météo-France en novembre 2022.

## Urbanisme

### Typologie
Au 1er janvier 2024, Pouzolles est catégorisée bourg rural, selon la nouvelle grille communale de densité à sept niveaux définie par l'Insee en 2022.
Elle est située hors unité urbaine. Par ailleurs la commune fait partie de l'aire d'attraction de Béziers, dont elle est une commune de la couronne,. Cette aire, qui regroupe 53 communes, est catégorisée dans les aires de 50 000 à moins de 200 000 habitants,.

### Occupation des sols
L'occupation des sols de la commune, telle qu'elle ressort de la base de données européenne d’occupation biophysique des sols Corine Land Cover (CLC), est marquée par l'importance des territoires agricoles (83,5 % en 2018), en diminution par rapport à 1990 (93,6 %). La répartition détaillée en 2018 est la suivante : 
cultures permanentes (77,7 %), milieux à végétation arbustive et/ou herbacée (9,1 %), zones urbanisées (7,4 %), zones agricoles hétérogènes (5,8 %). L'évolution de l’occupation des sols de la commune et de ses infrastructures peut être observée sur les différentes représentations cartographiques du territoire : la carte de Cassini (XVIIIe siècle), la carte d'état-major (1820-1866) et les cartes ou photos aériennes de l'IGN pour la période actuelle (1950 à aujourd'hui).

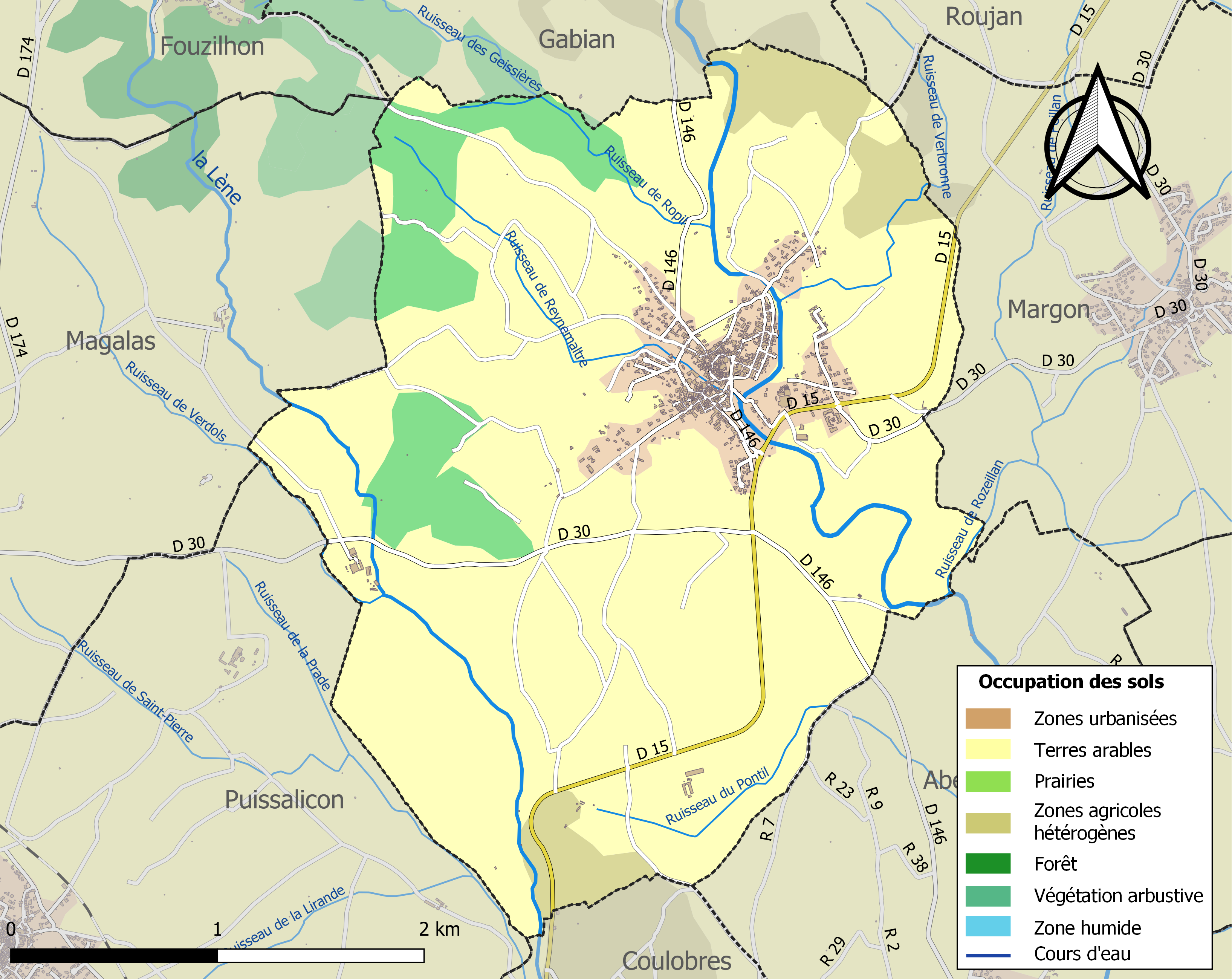
Carte des infrastructures et de l'occupation des sols de la commune en 2018 (CLC).

### Risques majeurs
Le territoire de la commune de Pouzolles est vulnérable à différents aléas naturels : météorologiques (tempête, orage, neige, grand froid, canicule ou sécheresse), inondations, feux de forêts et séisme (sismicité faible). Il est également exposé à un risque technologique,  le transport de matières dangereuses. Un site publié par le BRGM permet d'évaluer simplement et rapidement les risques d'un bien localisé soit par son adresse soit par le numéro de sa parcelle.

#### Risques naturels
Certaines parties du territoire communal sont susceptibles d’être affectées par le risque d’inondation par débordement de cours d'eau, notamment la Thongue et la Lène. La commune a été reconnue en état de catastrophe naturelle au titre des dommages causés par les inondations et coulées de boue survenues en 1982, 1986, 1996 et 2019,.
Pouzolles est exposée au risque de feu de forêt. Un plan départemental de protection des forêts contre les incendies (PDPFCI) a été approuvé en juin 2013 et court jusqu'en 2022, où il doit être renouvelé. Les mesures individuelles de prévention contre les incendies sont précisées par deux arrêtés préfectoraux et s’appliquent dans les zones exposées aux incendies de forêt et à moins de 200 mètres de celles-ci. L’arrêté du 25 avril 2002 réglemente l'emploi du feu en interdisant notamment d’apporter du feu, de fumer et de jeter des mégots de cigarette dans les espaces sensibles et sur les voies qui les traversent sous peine de sanctions. L'arrêté du 11 mars 2013 rend le débroussaillement obligatoire, incombant au propriétaire ou ayant droit,.

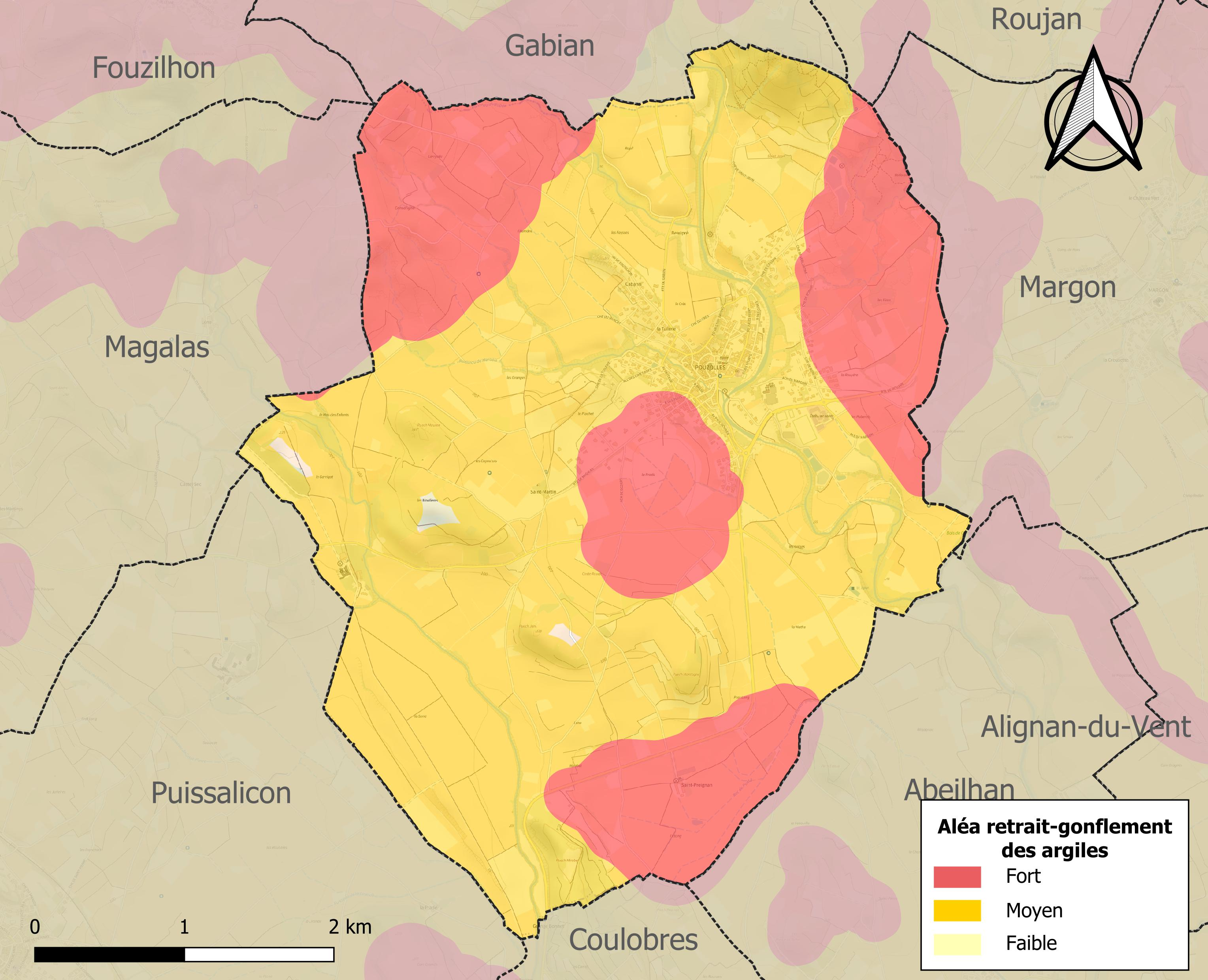
Carte des zones d'aléa retrait-gonflement des sols argileux de Pouzolles.

Le retrait-gonflement des sols argileux est susceptible d'engendrer des dommages importants aux bâtiments en cas d’alternance de périodes de sécheresse et de pluie. 99,6 % de la superficie communale est en aléa moyen ou fort (59,3 % au niveau départemental et 48,5 % au niveau national). Sur les 632 bâtiments dénombrés sur la commune en 2019, 632 sont en aléa moyen ou fort, soit 100 %, à comparer aux 85 % au niveau départemental et 54 % au niveau national. Une cartographie de l'exposition du territoire national au retrait gonflement des sols argileux est disponible sur le site du BRGM,.
Par ailleurs, afin de mieux appréhender le risque d’affaissement de terrain, l'inventaire national des cavités souterraines permet de localiser celles situées sur la commune.

#### Risques technologiques
Le risque de transport de matières dangereuses sur la commune est lié à sa traversée par des infrastructures routières ou ferroviaires importantes ou la présence d'une canalisation de transport d'hydrocarbures. Un accident se produisant sur de telles infrastructures est susceptible d’avoir des effets graves sur les biens, les personnes ou l'environnement, selon la nature du matériau transporté. Des dispositions d’urbanisme peuvent être préconisées en conséquence.

## Géographie

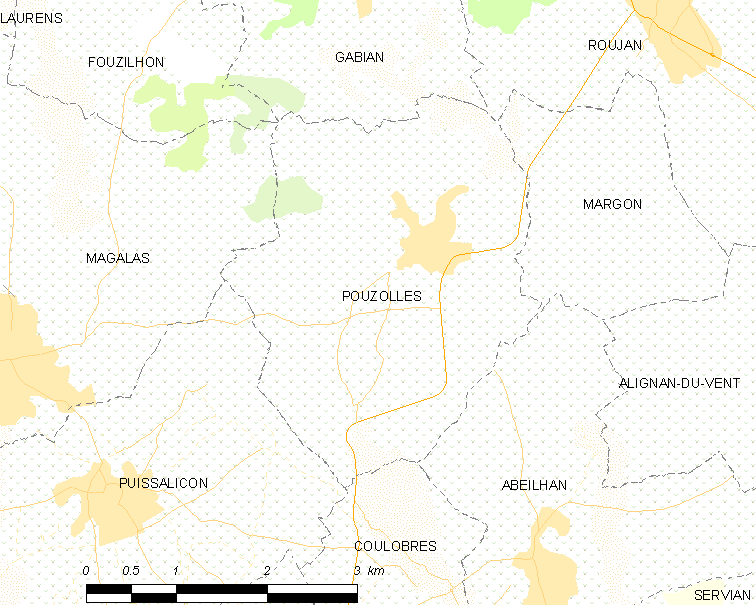
Carte

La commune est arrosée par la Lène, cours d'eau de 17,3 km, affluent de la Thongue.

### Communes limitrophes
| Fouzilhon (point quadruple) | Gabian    | Roujan   |
| Magalas                     | Pouzolles | Margon   |
| Puissalicon                 | Coulobres | Abeilhan |

## Toponymie
Attestée sous les formes castello de Pozolas en 1088, Posolis en 1210, prior de 
posolis 1323, de Podolis, 1351, Pousols 1529, prieur de Posoles 1571, Pouzoles 1643.
De l'ancien occitan posòla, variante de posòl, diminutif de potz (< latin  puteum), « petits puits ».

## Politique et administration
| Période   | Période   | Identité       | Étiquette | Qualité |
| --------- | --------- | -------------- | --------- | ------- |
| 1947      | 1971      | Martial Calas  |           |         |
| 1971      | mars 2001 | Jean Carbonnel |           |         |
| mars 2001 | mars 2008 | Paul Ricard    |           |         |
| mars 2008 | En cours  | Guy Roucayrol, | DVG       | Employé |

## Démographie
L'évolution du nombre d'habitants est connue à travers les recensements de la population effectués dans la commune depuis 1793. Pour les communes de moins de 10 000 habitants, une enquête de recensement portant sur toute la population est réalisée tous les cinq ans, les populations de référence des années intermédiaires étant quant à elles estimées par interpolation ou extrapolation. Pour la commune, le premier recensement exhaustif entrant dans le cadre du nouveau dispositif a été réalisé en 2005.

En 2022, la commune comptait 1 214 habitants, en évolution de +4,75 % par rapport à 2016 (Hérault : +7,49 %, France hors Mayotte : +2,11 %).
| 1793 | 1800 | 1806 | 1821 | 1831 | 1836 | 1841 | 1846 | 1851 |
| ---- | ---- | ---- | ---- | ---- | ---- | ---- | ---- | ---- |
| 620  | 677  | 768  | 820  | 842  | 865  | 817  | 820  | 812  |

| 1856 | 1861 | 1866 | 1872 | 1876  | 1881 | 1886 | 1891  | 1896  |
| ---- | ---- | ---- | ---- | ----- | ---- | ---- | ----- | ----- |
| 893  | 885  | 954  | 927  | 1 016 | 960  | 896  | 1 024 | 1 109 |

| 1901  | 1906  | 1911  | 1921  | 1926  | 1931  | 1936  | 1946  | 1954 |
| ----- | ----- | ----- | ----- | ----- | ----- | ----- | ----- | ---- |
| 1 228 | 1 207 | 1 075 | 1 272 | 1 138 | 1 137 | 1 032 | 1 001 | 907  |

| 1962 | 1968 | 1975 | 1982 | 1990 | 1999 | 2005  | 2006  | 2010  |
| ---- | ---- | ---- | ---- | ---- | ---- | ----- | ----- | ----- |
| 877  | 855  | 788  | 765  | 762  | 781  | 1 005 | 1 017 | 1 060 |

| 2015  | 2020  | 2022  | - | - | - | - | - | - |
| ----- | ----- | ----- | - | - | - | - | - | - |
| 1 151 | 1 173 | 1 214 | - | - | - | - | - | - |

## Économie

### Revenus
En 2018, la commune compte 487 ménages fiscaux, regroupant 1 085 personnes. La médiane du revenu disponible par unité de consommation est de 19 190 € (20 330 € dans le département).

### Emploi
|                | 2008   | 2013   | 2018  |
| -------------- | ------ | ------ | ----- |
| Commune        | 9,7 %  | 13,6 % | 7,7 % |
| Département    | 10,1 % | 11,9 % | 12 %  |
| France entière | 8,3 %  | 10 %   | 10 %  |

En 2018, la population âgée de 15 à 64 ans s'élève à 676 personnes, parmi lesquelles on compte 69,2 % d'actifs (61,5 % ayant un emploi et 7,7 % de chômeurs) et 30,8 % d'inactifs,. En  2018, le taux de chômage communal (au sens du recensement) des 15-64 ans est inférieur à celui de la France et du département, alors qu'en 2008 il était supérieur à celui de la France.
La commune fait partie de la couronne de l'aire d'attraction de Béziers, du fait qu'au moins 15 % des actifs travaillent dans le pôle,. Elle compte 232 emplois en 2018, contre 221 en 2013 et 201 en 2008. Le nombre d'actifs ayant un emploi résidant dans la commune est de 426, soit un indicateur de concentration d'emploi de 54,5 % et un taux d'activité parmi les 15 ans ou plus de 48,3 %.
Sur ces 426 actifs de 15 ans ou plus ayant un emploi, 114 travaillent dans la commune, soit 27 % des habitants. Pour se rendre au travail, 88,5 % des habitants utilisent un véhicule personnel ou de fonction à quatre roues, 1,6 % les transports en commun, 6 % s'y rendent en deux-roues, à vélo ou à pied et 3,7 % n'ont pas besoin de transport (travail au domicile).

### Activités hors agriculture

#### Secteurs d'activités
94 établissements sont implantés  à Pouzolles au 31 décembre 2019. Le tableau ci-dessous en détaille le nombre par secteur d'activité et compare les ratios avec ceux du département,.
| Secteur d'activité                                                                                        | Commune | Commune | Département |
| Secteur d'activité                                                                                        | Nombre  | %       | %           |
| --- | ------- | ------- | ----------- |
| Ensemble                                                                                                  | 94      |         |             |
| Industrie manufacturière, industries extractives et autres                                                | 10      | 10,6 %  | (6,7 %)     |
| Construction                                                                                              | 17      | 18,1 %  | (14,1 %)    |
| Commerce de gros et de détail, transports, hébergement et restauration                                    | 23      | 24,5 %  | (28 %)      |
| Activités financières et d'assurance                                                                      | 1       | 1,1 %   | (3,2 %)     |
| Activités immobilières                                                                                    | 8       | 8,5 %   | (5,3 %)     |
| Activités spécialisées, scientifiques et techniques et activités de services administratifs et de soutien | 13      | 13,8 %  | (17,1 %)    |
| Administration publique, enseignement, santé humaine et action sociale                                    | 14      | 14,9 %  | (14,2 %)    |
| Autres activités de services                                                                              | 8       | 8,5 %   | (8,1 %)     |

Le secteur du commerce de gros et de détail, des transports, de l'hébergement et de la restauration est prépondérant sur la commune puisqu'il représente 24,5 % du nombre total d'établissements de la commune (23 sur les 94 entreprises implantées  à Pouzolles), contre 28 % au niveau départemental.

#### Entreprises et commerces
Les deux entreprises ayant leur siège social sur le territoire communal qui génèrent le plus de chiffre d'affaires en 2020 sont : 
- L'arjolle, commerce de gros (commerce interentreprises) de boissons (2 983 k€) ;
- Barussaud Daniel, travaux de maçonnerie générale et gros œuvre de bâtiment (195 k€).

### Agriculture
La commune est dans le « Soubergues », une petite région agricole occupant le nord-est du département de l'Hérault. En 2020, l'orientation technico-économique de l'agriculture  sur la commune est la viticulture.
|               | 1988  | 2000 | 2010 | 2020 |
| ------------- | ----- | ---- | ---- | ---- |
| Exploitations | 121   | 99   | 49   | 48   |
| SAU (ha)      | 1 120 | 933  | 637  | 657  |

Le nombre d'exploitations agricoles en activité et ayant leur siège dans la commune est passé de 121 lors du recensement agricole de 1988  à 99 en 2000 puis à 49 en 2010 et enfin à 48 en 2020, soit une baisse de 60 % en 32 ans. Le même mouvement est observé à l'échelle du département, qui a perdu pendant cette période 67 % de ses exploitations,. La surface agricole utilisée sur la commune a également diminué, passant de 1 120 ha en 1988 à 657 ha en 2020. Parallèlement, la surface agricole utilisée moyenne par exploitation a augmenté, passant de 9 à 14 ha.

## Culture locale et patrimoine

### Lieux et monuments
Le château
Alfred Crouzat dit dans son histoire de la ville de Roujan et le prieuré de Cassan vers les années 1850 : « Le château qui parait dater du XVe siècle, a été entièrement restauré dans le goût moderne. Les croisées gothiques ont fait place à des croisées à l’italienne et un crépissage a revêtu la pierre de taille. Ce château récent a été construit, ainsi que l’église, sur les remparts qui faisaient 10 mètres de haut et dit-on 3 mètres d’épaisseur ». Après la porte d’entrée une large terrasse permet à la vue de s’étendre au loin.
La porte Saint-Martin
Nommée aujourd’hui le porche par les Pouzollais, elle permettait aux habitants du château de se rendre au hameau de Saint-Martin de Grézan, elle est le seul vestige des remparts ; elle était défendue par une herse et un mâchicoulis. En 1894, on pouvait lire dans le livre de A. Crouzat « son arceau paraît avoir cédé, et si l’on n’y prend garde, il ne tardera pas à s’écrouler ». Aujourd’hui, plus de herse ni d’arceau, l’arche a été renforcée par des poutrelles métalliques.
Les ruelles anciennes
En partant de la porte Saint-Martin et en remontant la rue des murs, on se trouve à l’intérieur des remparts, du château d’origine, les maisons sur votre gauche ont été construites sur ces murailles. À l’intérieur de certaines de ces demeures, on peut voir des murs de plus d’un mètre d’épaisseur. La rue des murs a été restaurée en 1994.
L'église
Église Notre-Dame-de-Pitié de Pouzolles ou église de St-Martin de Grézan : l’église actuelle n’est pas très ancienne. En 1556, les habitants du hameau de St-Martin de Grézan contraints par l’épidémie de peste d’abandonner leur demeure, leur église et leur cimetière, vinrent s’établir autour du château de Pouzolles, la chapelle de ce dernier, qui datait à peu près comme lui du XVe siècle devint l’église paroissiale ; après agrandissement et modifications, nous avons l’édifice actuel. En 1991, la façade est refaite en pierres apparentes.
Les croix
Plusieurs croix existent dans la campagne autour de Pouzolles. Il en existe une sur le chemin de Pouzolles à Margon, c’est un monolithe de trois mètres de haut, élevé en 1566. Une autre croix a été découverte en 1867 près du ruisseau du Merdauls avec la date inscrite sur celle-ci de 1166 ; face à la cave coopérative, celle de Pubérels, sur le chemin du Muscat, la croix des pauvres (1761) ; la croix de la muscadelle (1788) et celle de Gaudefond (1842), il ne reste plus que le socle à celle de St-Jean qui a été inaugurée le 2 mars 1836 ; une à Saint-Martin, face au chalet et une devant l’entrée du parc datant de 1855. Sont également visibles celles de la route d’Abeilhan, de Pech Vidal, du Tribes de Camp Redon, de Pech Montagne, de Routecos, du Cabanis, de Pringault (1860), de Montane. Une croix d’ornement, se trouve devant l’église. Sur l'une des faces de son piédestal on peut lire : « Les habitants de Pouzolles ont fait ériger cette croix le 3 mai 1859 ». On[Qui ?] a recensé 23 croix sur le territoire.
Les allées Frédéric Greilhet
Le 12 mars 1871, Frédéric Greilhet, Maire de Pouzolles, réunit son conseil pour lui dire qu’il a fait publier, que tous ceux qui avaient déposé des pierres, du marc et autres objets au bord de la Thongue devaient les enlever dans la huitaine ; il leur annonce qu’il a pensé qu’il serait à propos que la commune plante quelques platanes sur le terrain communal en bord de Thongue. La commission délibère et à l’unanimité donne son accord pour cette plantation. Voilà pourquoi un siècle et demi après, des festivités sont organisées tout l’été : chaque vendredi soir, brasucade dansante, 14 juillet, fête du village, concours de pétanque et pour terminer la saison estivale, fin août, le bœuf à la broche.
La cave coopérative vinicole
L’ouverture pour les premières vendanges s’est faite le 10 septembre 1939 et la fermeture le 6 octobre 2007 pour une récolte de 10 388 hl (longues vendanges), celle de 1989 était de 75 912 hl. En 1951, la cave obtient des prix à la foire internationale de la vigne de Montpellier. La cave coopérative de Pouzolles a fusionné avec celle d’Abeilhan à compter des vendanges 2008 et à compter des vendanges 2009 celle de Roujan a rejoint cette association. Les bâtiments de la cave Pouzolles-Margon restent un témoignage de notre patrimoine viticole.
L'école
L'ouverture de l'école s'effectue le 16 mars 1893, sous le mandat de Siméon Pujol. Première délibération concernant un groupe scolaire. Le précédent conseil municipal avait demandé la construction d’un groupe scolaire sur l’emplacement de la promenade. Les habitants ont refusé par crainte que les enfants ne la détériorent. Le 28 juin 1900, le Maire, Siméon Pujol, expose aux membres du conseil que certains travaux sont devenus urgents, dont la construction d’un groupe scolaire en argumentant que les écoles actuelles étant trop petites. Le 12 juillet 1902, un emprunt est effectué pour construire l’école. Le 10 avril 1905, à l’occasion de l’inauguration du groupe scolaire qui doit avoir lieu le 30 avril courant, le Conseil municipal a souhaité fêter dignement cet évènement et a voté un budget pour subvenir aux frais de la fête. Malgré les réticences de certains habitants, le terrain à côté des allées, a été choisi. En 2005, le village a célébré le centenaire de cet édifice qui a toujours fière allure.

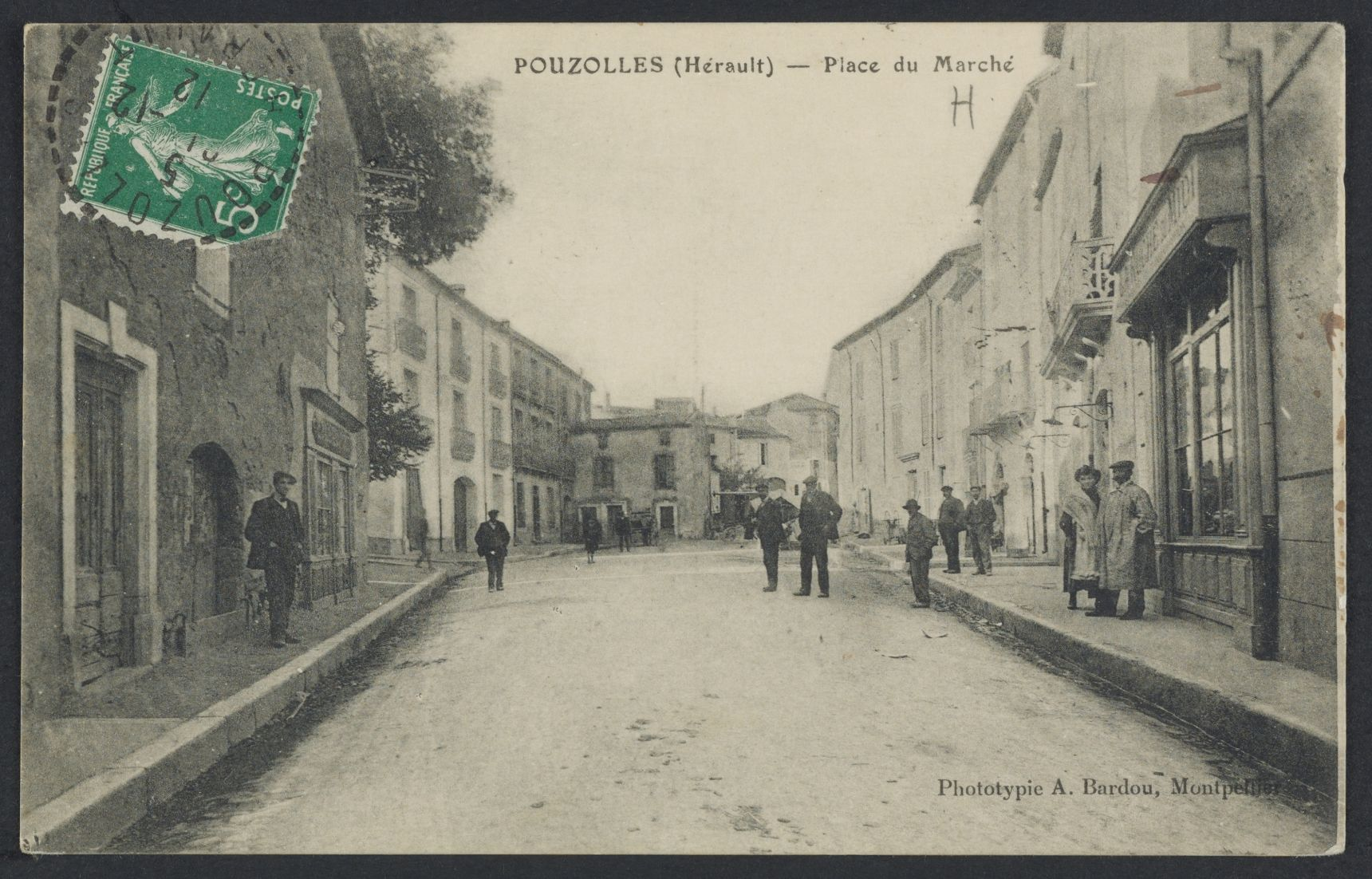
Place du marché : carte postale (1912).

### Héraldique
|  | Les armoiries de Pouzolles se blasonnent ainsi : D'hermine, au pairle losangé d'argent et de sinople. |